# Dyscritomyia caudata
Dyscritomyia caudata är en tvåvingeart som beskrevs av James 1981. Dyscritomyia caudata ingår i släktet Dyscritomyia och familjen spyflugor. Inga underarter finns listade i Catalogue of Life.